# Niels Lodberg
Niels Lodberg est un footballeur danois né le 14 octobre 1980 à Hvide Sande.
Il joue au poste de milieu de terrain ou attaquant.

## Palmarès
AC Horsens
- Champion de D2 danoise (1) : 2010